# Лесьна (Опольское воеводство)
Ле́сьна (пол. Leśna) — село в Польше в гмине Олесно Олесненского повета Опольского воеводства.

## История
В 1975—1998 годах село Лесьна входило в Ченстоховское воеводство.